# Ares Ludovisi
De Ares Ludovisi is een beeld uit de oudheid. De god Mars of Ares is afgebeeld als baardeloze jongen, gezeten op een trofee van wapens. Eros speelt aan zijn voeten.
Het marmeren beeld is een Romeinse kopie uit de 2e eeuw van een Grieks beeld dat met Scopas of Lysippus in verband wordt gebracht. De toeschrijving is onzeker. De 18e-eeuwse kenner Johann Joachim Winckelmann, een man met een geoefend oog voor mannelijke schoonheid, beschreef toen hij de catalogus van de Ludovisi-collectie samenstelde de Ludovisi-Ares als de mooiste Mars die bewaard was gebleven uit de oudheid. 
Het beeld was in Rome begraven of bedolven en werd pas in 1622 teruggevonden. Het was oorspronkelijk een deel van een in 132 voor het begin van de christelijke jaartelling in het zuidelijke deel van de Campus Martius gebouwde tempel van Mars, waarvan enkele sporen zijn gevonden. Het beeld werd opgenomen in de verzameling van kardinaal Ludovico Ludovisi (1595-1632), de neef van paus Gregorius XV.
De nog jonge beeldhouwer Bernini heeft kleine restauraties uitgevoerd en de verloren gegane rechtervoet hersteld. Bernini was waarschijnlijk grotendeels verantwoordelijk voor de kleine Eros aan de voeten van de god. 
In 1901 heeft de eigenaar, prins Boncampagni-Ludovisi de Boncampagni-Ludovisi-collectie laten veilen. De Ares Ludovisi werd door de Italiaanse staat gekocht en wordt in het Palazzo Altemps in Rome tentoongesteld.
Een afbeelding van het beeld wordt gebruikt als een embleem van de Griekse sportclub Aris Thessaloniki.